# Europarlamentari dell'Italia della I legislatura
Gli europarlamentari dell'Italia della I legislatura, eletti in occasione delle elezioni europee del 1979, furono 81.

## Riepilogo
| Lista | Lista                                                    | Nord-ovest | Nord-est | Centro | Sud                                               | Isole    |
| --- | -------------------------------------------------------- | --- | --- | --- | ------------------------------------------------- | -------- |
| | Democrazia Cristiana (seggi: 29)                         | Seggi: 8 | Seggi: 6 | Seggi: 5 | Seggi: 7                                          | Seggi: 3 |
| - Benigno Zaccagnini - Alfredo Diana - Angelo Narducci - Maria Luisa Cassanmagnago Cerretti - Mario Pedini - Silvio Lega - Luigi Macario - Giovanni Giavazzi                              | Democrazia Cristiana (seggi: 29)                         | - Gustavo Selva - Flaminio Piccoli - Mariano Rumor - Giovanni Bersani - Arnaldo Colleselli - Paola Gaiotti De Biase | - Guido Gonella - Mario Sassano - Pietro Adonnino - Giovanni Barbagli - Sergio Ercini                                                  | - Emilio Colombo - Dario Antoniozzi - Roberto Costanzo - Paolo Barbi - Giovanni Travaglini - Ortensio Zecchino - Alberto Ghergo | - Salvo Lima - Vincenzo Giummarra - Giosuè Ligios |          |
| | Partito Comunista Italiano (seggi: 24)                   | Seggi: 7 | Seggi: 5 | Seggi: 6 | Seggi: 4                                          | Seggi: 2 |
| - Gian Carlo Pajetta - Angelo Carossino - Altiero Spinelli # - Bruno Ferrero - Sergio Camillo Segre # - Tullia Romagnoli Carettoni - Vera Squarcialupi - Aldo Bonaccini - Silvio Leonardi | Partito Comunista Italiano (seggi: 24)                   | - Nilde Iotti - Guido Fanti - Domenico Ceravolo - Fabrizia Baduel Glorioso - Anselmo Gouthier                       | - Enrico Berlinguer - Carlo Alberto Galluzzi - Altiero Spinelli - Sergio Camillo Segre - Maria Lisa Cinciari Rodano - Carla Barbarella | - Giorgio Amendola - Giovanni Papapietro - Felice Ippolito - Francescopaolo D'Angelosante                                       | - Pancrazio De Pasquale - Umberto Cardia          |          |
| | Partito Socialista Italiano (seggi: 9)                   | Seggi: 3 | Seggi: 2 | Seggi: 1 | Seggi: 2                                          | Seggi: 1 |
| - Bettino Craxi - Jiří Pelikán - Mario Didò | Partito Socialista Italiano (seggi: 9)                   | - Carlo Ripa di Meana - Gaetano Arfé                                                                                | - Mario Zagari | - Giorgio Ruffolo - Pietro Lezzi                                                                                                | - Vincenzo Gatto                                  |          |
| | Movimento Sociale Italiano - Destra Nazionale (seggi: 4) | Seggi: 1 | Seggi: 0 | Seggi: 1 | Seggi: 1                                          | Seggi: 1 |
| - Giorgio Almirante # - Francesco Petronio | Movimento Sociale Italiano - Destra Nazionale (seggi: 4) | - | - Pino Romualdi | - Giorgio Almirante | - Antonino Buttafuoco                             |          |
| | Partito Socialista Democratico Italiano (seggi: 4)       | Seggi: 1 | Seggi: 1 | Seggi: 1 | Seggi: 1                                          | Seggi: 0 |
| - Mauro Ferri | Partito Socialista Democratico Italiano (seggi: 4)       | - Flavio Orlandi | - Ruggero Puletti | - Antonio Cariglia | -                                                 |          |
| | Partito Radicale (seggi: 3)                              | Seggi: 1 | Seggi: 1 | Seggi: 1 | Seggi: 0                                          | Seggi: 0 |
| - Marco Pannella # - Leonardo Sciascia # - Emma Bonino | Partito Radicale (seggi: 3)                              | - Marco Pannella | - Marco Pannella # - Leonardo Sciascia                                                                                                 | - | -                                                 |          |
| | Partito Liberale Italiano (seggi: 3)                     | Seggi: 2 | Seggi: 1 | Seggi: 0 | Seggi: 0                                          | Seggi: 0 |
| - Sergio Pininfarina - Enzo Bettiza | Partito Liberale Italiano (seggi: 3)                     | - Enzo Bettiza # - Manlio Cecovini                                                                                  | - | - | -                                                 |          |
| | Partito Repubblicano Italiano (seggi: 2)                 | Seggi: 1 | Seggi: 0 | Seggi: 1 | Seggi: 0                                          | Seggi: 0 |
| - Susanna Agnelli | Partito Repubblicano Italiano (seggi: 2)                 | - | - Bruno Visentini | - | -                                                 |          |
| | Partito di Unità Proletaria (seggi: 1)                   | Seggi: 0 | Seggi: 0 | Seggi: 1 | Seggi: 0                                          | Seggi: 0 |
| - | Partito di Unità Proletaria (seggi: 1)                   | - | - Luciana Castellina | - | -                                                 |          |
| | Democrazia Proletaria (seggi: 1)                         | Seggi: 1 | Seggi: 0 | Seggi: 0 | Seggi: 0                                          | Seggi: 0 |
| - Mario Capanna | Democrazia Proletaria (seggi: 1)                         | - | - | - | -                                                 |          |
| | Partito Popolare Sud Tirolese (seggi: 1)                 | Seggi: 0 | Seggi: 1 | Seggi: 0 | Seggi: 0                                          | Seggi: 0 |
| - | Partito Popolare Sud Tirolese (seggi: 1)                 | - Joachim Dalsass                                                                                                   | - | - | -                                                 |          |
| Totale | Totale                                                   | 25 | 17 | 17 | 15                                                | 7        |

- Nota: # opta per altra circoscrizione.

## Composizione storica
| Europarlamentare                   | Lista                                         | Gruppo |
| ---------------------------------- | --------------------------------------------- | ------ |
| Pietro Adonnino                    | Democrazia Cristiana                          | PPE    |
| Susanna Agnelli                    | Partito Repubblicano Italiano                 | LD     |
| Giorgio Almirante                  | Movimento Sociale Italiano - Destra Nazionale | NI     |
| Giorgio Amendola                   | Partito Comunista Italiano                    | COM    |
| Dario Antoniozzi                   | Democrazia Cristiana                          | PPE    |
| Gaetano Arfé                       | Partito Socialista Italiano                   | SOC    |
| Fabrizia Baduel Glorioso           | Partito Comunista Italiano                    | COM    |
| Giovanni Barbagli                  | Democrazia Cristiana                          | PPE    |
| Carla Barbarella                   | Partito Comunista Italiano                    | COM    |
| Paolo Barbi                        | Democrazia Cristiana                          | PPE    |
| Enrico Berlinguer                  | Partito Comunista Italiano                    | COM    |
| Giovanni Bersani                   | Democrazia Cristiana                          | PPE    |
| Enzo Bettiza                       | Partito Liberale Italiano                     | LD     |
| Aldo Bonaccini                     | Partito Comunista Italiano                    | COM    |
| Emma Bonino                        | Partito Radicale                              | CDI    |
| Antonino Buttafuoco                | Movimento Sociale Italiano - Destra Nazionale | NI     |
| Mario Capanna                      | Democrazia Proletaria                         | CDI    |
| Umberto Cardia                     | Partito Comunista Italiano                    | COM    |
| Tullia Romagnoli Carettoni         | Partito Comunista Italiano                    | COM    |
| Antonio Cariglia                   | Partito Socialista Democratico Italiano       | SOC    |
| Angelo Carossino                   | Partito Comunista Italiano                    | COM    |
| Maria Luisa Cassanmagnago Cerretti | Democrazia Cristiana                          | PPE    |
| Luciana Castellina                 | Partito di Unità Proletaria per il Comunismo  | CDI    |
| Manlio Cecovini                    | Partito Liberale Italiano                     | LD     |
| Domenico Ceravolo                  | Partito Comunista Italiano                    | COM    |
| Maria Lisa Cinciari Rodano         | Partito Comunista Italiano                    | COM    |
| Arnaldo Colleselli                 | Democrazia Cristiana                          | PPE    |
| Emilio Colombo                     | Democrazia Cristiana                          | PPE    |
| Roberto Costanzo                   | Democrazia Cristiana                          | PPE    |
| Bettino Craxi                      | Partito Socialista Italiano                   | SOC    |
| Joachim Dalsass                    | Südtiroler Volkspartei                        | PPE    |
| Francescopaolo D'Angelosante       | Partito Comunista Italiano                    | COM    |
| Pancrazio De Pasquale              | Partito Comunista Italiano                    | COM    |
| Alfredo Diana                      | Democrazia Cristiana                          | PPE    |
| Mario Didò                         | Partito Socialista Italiano                   | SOC    |
| Guido Fanti                        | Partito Comunista Italiano                    | COM    |
| Bruno Ferrero                      | Partito Comunista Italiano                    | COM    |
| Mauro Ferri                        | Partito Socialista Democratico Italiano       | SOC    |
| Renzo Eligio Filippi               | Democrazia Cristiana                          | PPE    |
| Paola Gaiotti De Biase             | Democrazia Cristiana                          | PPE    |
| Carlo Alberto Galluzzi             | Partito Comunista Italiano                    | COM    |
| Vincenzo Gatto                     | Partito Socialista Italiano                   | SOC    |
| Alberto Ghergo                     | Democrazia Cristiana                          | PPE    |
| Giovanni Giavazzi                  | Democrazia Cristiana                          | PPE    |
| Vincenzo Giummarra                 | Democrazia Cristiana                          | PPE    |
| Guido Gonella                      | Democrazia Cristiana                          | PPE    |
| Anselmo Gouthier                   | Partito Comunista Italiano                    | COM    |
| Nilde Iotti                        | Partito Comunista Italiano                    | COM    |
| Felice Ippolito                    | Partito Comunista Italiano                    | COM    |
| Silvio Lega                        | Democrazia Cristiana                          | PPE    |
| Silvio Leonardi                    | Partito Comunista Italiano                    | COM    |
| Pietro Lezzi                       | Partito Socialista Italiano                   | SOC    |
| Giosuè Ligios                      | Democrazia Cristiana                          | PPE    |
| Salvo Lima                         | Democrazia Cristiana                          | PPE    |
| Luigi Macario                      | Democrazia Cristiana                          | PPE    |
| Marcello Modiano                   | Democrazia Cristiana                          | PPE    |
| Angelo Narducci                    | Democrazia Cristiana                          | PPE    |
| Flavio Orlandi                     | Partito Socialista Democratico Italiano       | SOC    |
| Gian Carlo Pajetta                 | Partito Comunista Italiano                    | COM    |
| Marco Pannella                     | Partito Radicale                              | CDI    |
| Giovanni Papapietro                | Partito Comunista Italiano                    | COM    |
| Mario Pedini                       | Democrazia Cristiana                          | PPE    |
| Jiří Pelikán                       | Partito Socialista Italiano                   | SOC    |
| Francesco Petronio                 | Movimento Sociale Italiano - Destra Nazionale | NI     |
| Flaminio Piccoli                   | Democrazia Cristiana                          | PPE    |
| Sergio Pininfarina                 | Partito Liberale Italiano                     | LD     |
| Ruggero Puletti                    | Partito Socialista Democratico Italiano       | SOC    |
| Carlo Ripa di Meana                | Partito Socialista Italiano                   | SOC    |
| Pino Romualdi                      | Movimento Sociale Italiano - Destra Nazionale | NI     |
| Giorgio Ruffolo                    | Partito Socialista Italiano                   | SOC    |
| Mariano Rumor                      | Democrazia Cristiana                          | PPE    |
| Mario Sassano                      | Democrazia Cristiana                          | PPE    |
| Leonardo Sciascia                  | Partito Radicale                              | CDI    |
| Sergio Camillo Segre               | Partito Comunista Italiano                    | COM    |
| Altiero Spinelli                   | Partito Comunista Italiano                    | COM    |
| Vera Squarcialupi                  | Partito Comunista Italiano                    | COM    |
| Giovanni Travaglini                | Democrazia Cristiana                          | PPE    |
| Bruno Visentini                    | Partito Repubblicano Italiano                 | LD     |
| Benigno Zaccagnini                 | Democrazia Cristiana                          | PPE    |
| Mario Zagari                       | Partito Socialista Italiano                   | SOC    |
| Ortensio Zecchino                  | Democrazia Cristiana                          | PPE    |

## Modifiche intervenute

### Democrazia Cristiana
- In data 16.04.1980 a Emilio Colombo subentra Antonio Del Duca.
- In data 05.01.1982 a Benigno Zaccagnini subentra Carlo Stella.
- In data 09.09.1982 a Guido Gonella subentra Sergio Ercini.
- In data 16.01.1984 a Mario Sassano subentra Francesco Cosentino.
- In data 10.05.1984 cessa dal mandato Angelo Narducci, non sostituito.

### Partito Comunista Italiano
- In data 26.07.1979 a Nilde Iotti subentra Protogene Veronesi.
- In data 24.06.1980 a Giorgio Amendola subentra Giuseppe Vitale.

### Partito Socialista Italiano
- In data 26.09.1983 a Bettino Craxi subentra Giorgio Strehler.
- In data 03.10.1983 a Giorgio Ruffolo subentra Gaetano Cingari.

### Partito Repubblicano Italiano
- In data 19.10.1981 a Susanna Agnelli subentra Jas Gawronski.
- In data 23.09.1983 a Bruno Visentini subentra Mario Di Bartolomei.

### Partito Radicale
- In data 24.09.1979 a Leonardo Sciascia subentra Maria Antonietta Macciocchi (che, in data 17.02.1982, lascia il CDI e aderisce al Gruppo Socialista).